# Elena Kalantaryan
Elena Kalantaryan (en armenio: Ելենա Վլադիմիրի Քալանթարյան, 16 de junio de 1890 - 30 de mayo de 1963) fue una helmintóloga armenia. Fundadora de la  helmintología científica en la República Socialista Soviética de Armenia, fue también doctora en Ciencias Médicas (1951) y profesora universitaria. Recibió las condecoraciones de Científica Honorable (1954) y Doctora Honorable de la República Socialista Soviética de Armenia.

## Biografía y formación
En 1915 Kalantaryan se graduó en el Instituto Médico de Moscú. Desde ese año hasta 1921 trabajó en Tiflis (Georgia). De 1923 a 1955 fue la jefa del departamento de helmintología en el Instituto Tropical Yerevan. Además, de 1944 a 1950 fue la decana del Instituto Médico de Ereván. 
Los intereses académicos de Kalantaryan incluyen el estudio del parásito Enterobius vermicularis, las patologías relacionadas con la tierra, la enterobiasis, la teniasis (especialmente la del género Trichostrongylus) y la himenolepiasis. La científica fue la primera en describir la especie parasitaria Trichos-trongylus ax ei (1924) además de la Skrijabini kalantarian (1932), que recibió su nombre. Kalantaryan propuso, además, un nuevo método de examinar huevos de helmintos, que también recibió su nombre.
Los restos de Kalantaryan descansan en el cementerio Tokhmakh de Ereván.

## Premios
- Científica Honorable (1954)
- Doctora Honorable
- Orden de Lenin